# Élections sénatoriales de 1992 en Lozère
Les élections sénatoriales en Lozère ont lieu le dimanche 27 septembre 1992. Elles ont pour but d'élire le sénateur représentant le département au Sénat pour un mandat de neuf années.

## Contexte départemental
Lors des élections sénatoriales du 25 septembre 1983 en Lozère, un sénateur UDF a été élu au 1er tour, Jules Roujon. Il meurt en 1985 et son suppléant, Joseph Caupert, lui succède.
Depuis, tous les effectifs du collège électoral des grands électeurs ont été renouvelés, avec les élections législatives de 1988 en Lozère, les élections régionales françaises de 1992, les élections cantonales de 1989 et 1992 et les élections municipales françaises de 1989.

## Sénateur sortant
| Sénateur | Sénateur       | Parti | Fonctions lors de l'élection en 1983            |
| -------- | -------------- | ----- | ----------------------------------------------- |
|          | Joseph Caupert | UDF   | Président du conseil général, maire du Bleymard |

## Présentation des candidats et des suppléants
Les nouveaux représentants sont élus pour une législature de 9 ans au suffrage universel indirect par les 338 grands électeurs du département. En Lozère, les sénateurs sont élus au scrutin majoritaire à deux tours. Leur nombre reste inchangé, 1 sénateur est à élire. Ils sont 4 candidats dans le département, chacun avec un suppléant.
| Candidats | Candidats      | Parti | Principale fonction                                     |
| --------- | -------------- | ----- | ------------------------------------------------------- |
|           | Guy Galvier    | PCF   | Conseiller municipal de Saint-Chély-d'Apcher            |
|           | Georges Brubel | PS    | Maire de Langogne                                       |
|           | Albert Breton  | GÉ    |                                                         |
|           | Joseph Caupert | UDF   | Sénateur sortant, conseiller général, maire du Bleymard |

## Résultats
| Candidat et parti politique | Candidat et parti politique | Candidat et parti politique | Premier tour | Premier tour |
| Candidat et parti politique | Candidat et parti politique | Candidat et parti politique | Voix         | %            |
| --------------------------- | --------------------------- | --------------------------- | ------------ | ------------ |
|                             | Joseph Caupert              | UDF                         | 259          | 77,78        |
|                             | Georges Brunel              | PS                          | 52           | 15,63        |
|                             | Albert Breton               | GÉ                          | 12           | 3,60         |
|                             | Guy Galvier                 | PCF                         | 10           | 3,00         |
|                             |                             |                             |              |              |
| Inscrits                    | Inscrits                    | Inscrits                    | 338          | 100,00       |
| Abstentions                 | Abstentions                 | Abstentions                 | 0            | 0,00         |
| Votants                     | Votants                     | Votants                     | 338          | 100,00       |
| Blancs et nuls              | Blancs et nuls              | Blancs et nuls              | 5            | 1,48         |
| Exprimés                    | Exprimés                    | Exprimés                    | 333          | 98,52        |